# Бекташи
Бекташите са последователи на ислямския религиозен орден бекташия, основан в края на 13 век и действал главно в Османската империя.
След закриването му през 1826 г. неговите последователи продължават да се придържат към специфичните си традиции, като съвременните им потомци са включвани в групата на алевиите.
Бекташите са последователи на Хаджи Бекташ Вели, полулегендарния светец от Хорасан - потомък на седмия шиитски имам Муса ал-Казим и роден с божествен белег на дланта. Традиционно се смята, че той е живял между 1248 и 1337 година, като се заселва в Мала Азия през 1281 година, но в по-новите изследвания животът му се отнася към времето преди 1271 година. Бекташкият орден е превърнат във формално организирана общност по времето на Балъм султан (?-1516). По това време той възприема и открито шиитски възгледи.
През първата половина на 16 век бекташкият орден се разделя на две течения – челебии и бабаи. Повод са разделението става спор за наследниците на Хаджи Бекташ Вели.
Според челебиите той имал появяващи се в различни периоди потомци, заченати по чудодеен начин.
Според бабаите, много от които са с къзълбашки произход, Хаджи Бекташ нямал потомци. От края на 16 век водачи и на двете групи пребивават в най-големия бекташки център в Кършехир, където се намират символични гробове на Хаджи Бекташ Вели и Балъм султан.
В Османската империя бекташкият орден е тясно свързан с еничарския корпус и, въпреки че не се придържа към официалния сунизъм, е покровителстван от някои султани, като Сюлейман I. След ликвидирането на Еничарския корпус през 1826 г. е забранен и бекташкият орден. Въпреки това той продължава да функционира неофициално. През 1925 година, след създаването на Република Турция, той е обявен за незаконен, заедно с всички религиозни ордени и секти.